# Movimiento Electoral di Pueblo

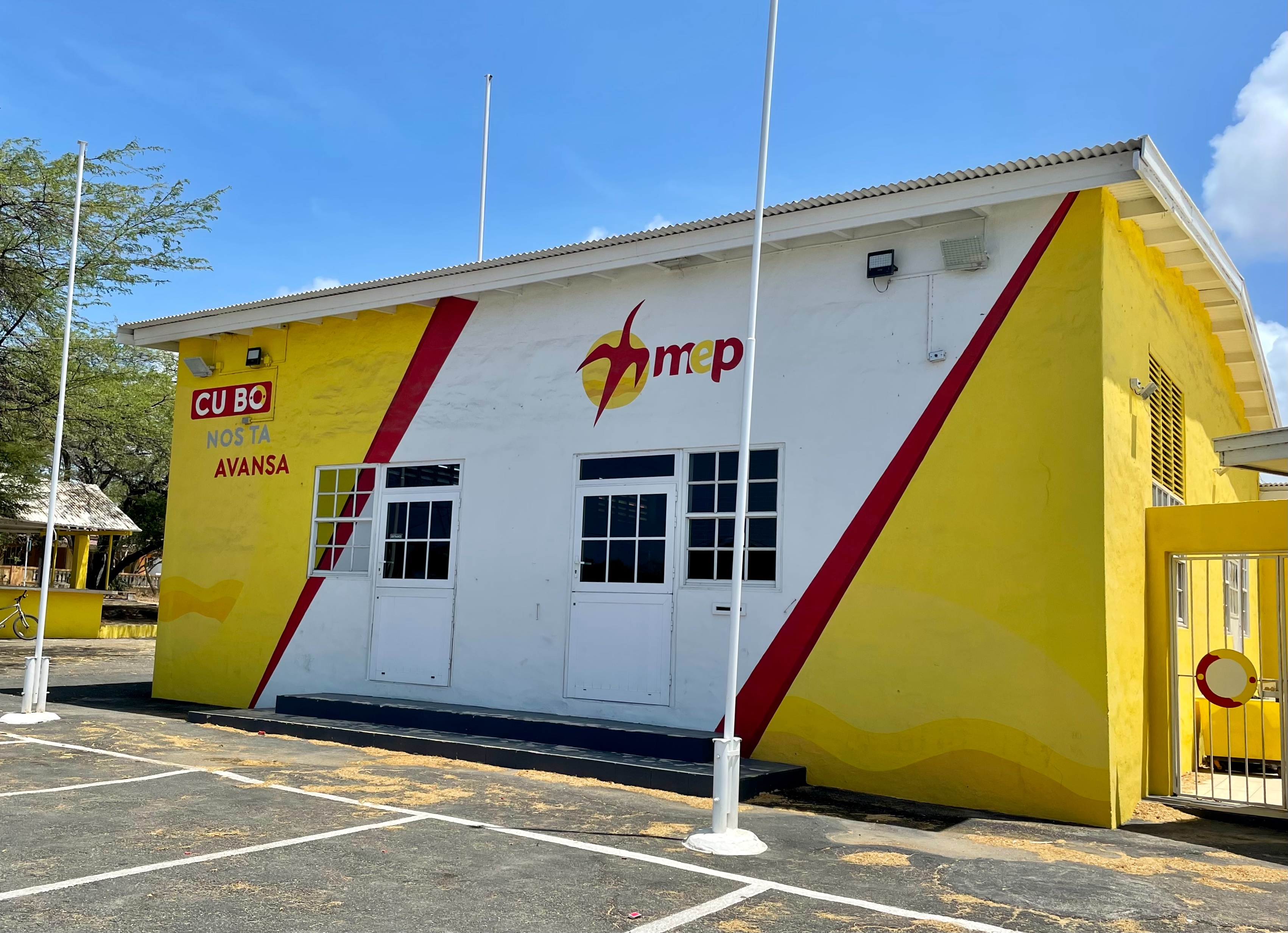
MEP-Sitz in Santa Cruz, Aruba (2022)

Die Wahlbewegung des Volkes (pap. Movimiento Electoral di Pueblo, kurz MEP, niederländisch Electorale Volksbeweging) ist eine 1971 gegründete sozialdemokratische politische Partei in Aruba. Sie ist Mitglied bei der Sozialistischen Internationalen.
Die Partei wurde 1971 von Gilberto François „Betico“ Croes zusammen mit ehem. Parteimitgliedern der  AVP/UNA-PIA-PRO gegründet mit dem Ziel eines separaten Status für Aruba. Der Name der Partei in der Kreolsprache Papiamentu der Insel ist angelehnt an den Namen der 1967 gegründeten linken Partei Movimiento Electoral del Pueblo im benachbarten Venezuela. 1975 wurde sie die größte politische Partei in Aruba. 1977 wurde ein Referendum initiiert, bei dem sich 57 % für einen separaten Status der Insel aussprachen, welcher 1986 erreicht wurde. Bei den Wahlen von 1985 erlangte indes nicht die MEP, sondern die christdemokratische AVP die Mehrheit. 1985 erlitt Croes einen Autounfall und starb 1986. Nelson Oduber wurde sein Nachfolger als Parteivorsitzender. Nachdem die MEP 1989 die Mehrheit zurückgewann, war Oduber in mehreren Kabinetten Premierminister der Insel (1989–1994, 2001–2009). Nach den Wahlen 2009 verlor die MEP ihre Mehrheit im Parlament. Die Partei war von 2009 bis 2017 in der Opposition, aber gewann die Wahlen 2017 und kam im November 2017 in die Regierung.

## Wahlergebnisse
In den fünf letzten Wahlen zum Parlament von Aruba (Staten van Aruba) erzielte die MEP:
- 28. September 2001: 52,4 % der Wählerstimmen, 12 von 21 Sitzen.
- 23. September 2005: 43 % der Wählerstimmen, 11 von 21 Sitzen
- 25. September 2009: 35,9 % der Wählerstimmen, 8 von 21 Sitzen
- 27. September 2013: 30,5 % der Wählerstimmen, 7 von 21 Sitzen
- 22. September 2017: 37,7 % der Wählerstimmen, 9 von 21 Sitzen